# Brenda Lane
Brenda Lane (1910-30 de noviembre de 1942) fue una actriz estadounidense de la era del cine mudo, que actuó desde 1924 hasta 1926. Brenda murió a los 32 años en 1942.

## Biografía
Lane nació en 1910, y actuó en películas entre 1924 y 1926, destacando en el serial The Flame Fighter, en 1925. Murió el 30 de noviembre de 1942, siendo hallada muerta en su habitación. La autopsia determinó que su muerte fue causada por problemas cardíacos.

## Filmografía
- Along Came Ruth (1924)
- Rip Roarin' Roberts (1924)
- The Flame Fighter (1925)
- The New Klondike (1926)